# Влада Виљема Балтича
Влада Виљема Балтича је била четврта Земаљска влада покрајине Словеније у Краљевини СХС. Формирана је 19. фебруара и трајала је до 9. јула 1921. године.

## Састав Владе
| Функција                                          | Слика | Име и презиме | Странка | Детаљи |
| ------------------------------------------------- | ----- | ------------- | ------- | ------ |
| Председник владе и Повереник за унутрашње послове |       | Виљем Балтич  |         |        |
| повереници                                        |       |               |         |        |